# Braugold
Die Braugold Vertriebs GmbH & Co. KG war eine Brauerei in Erfurt. Sie zählte zu den größten Brauereien des Bundeslandes und war zeitweilig Marktführer in Thüringen.

## Geschichte

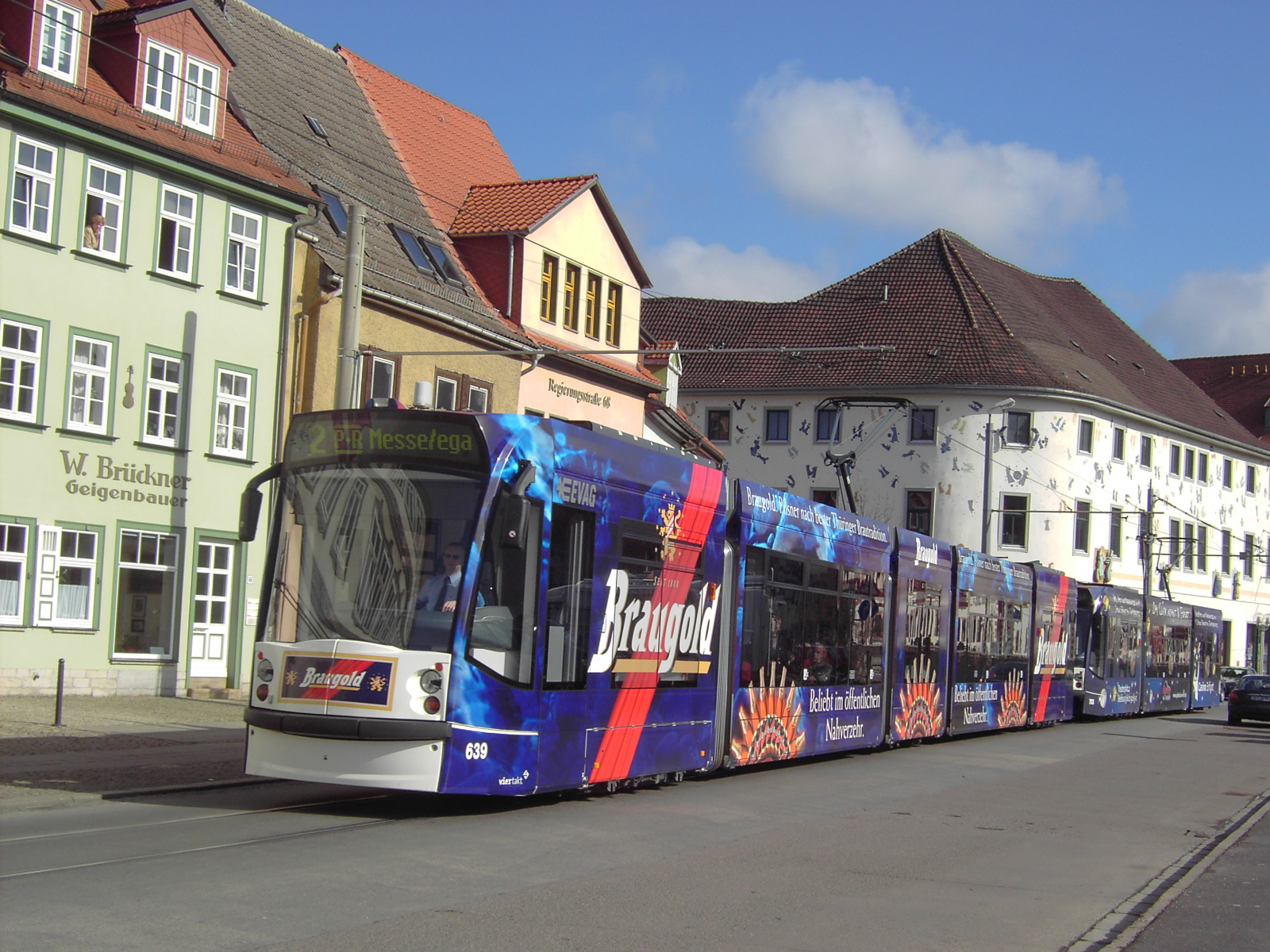
Stadtbahn mit Braugold-Werbung in Erfurt

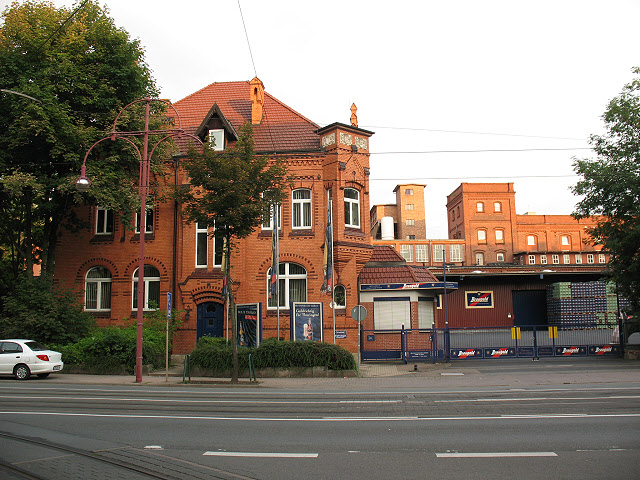
Brauereigebäude (2010)

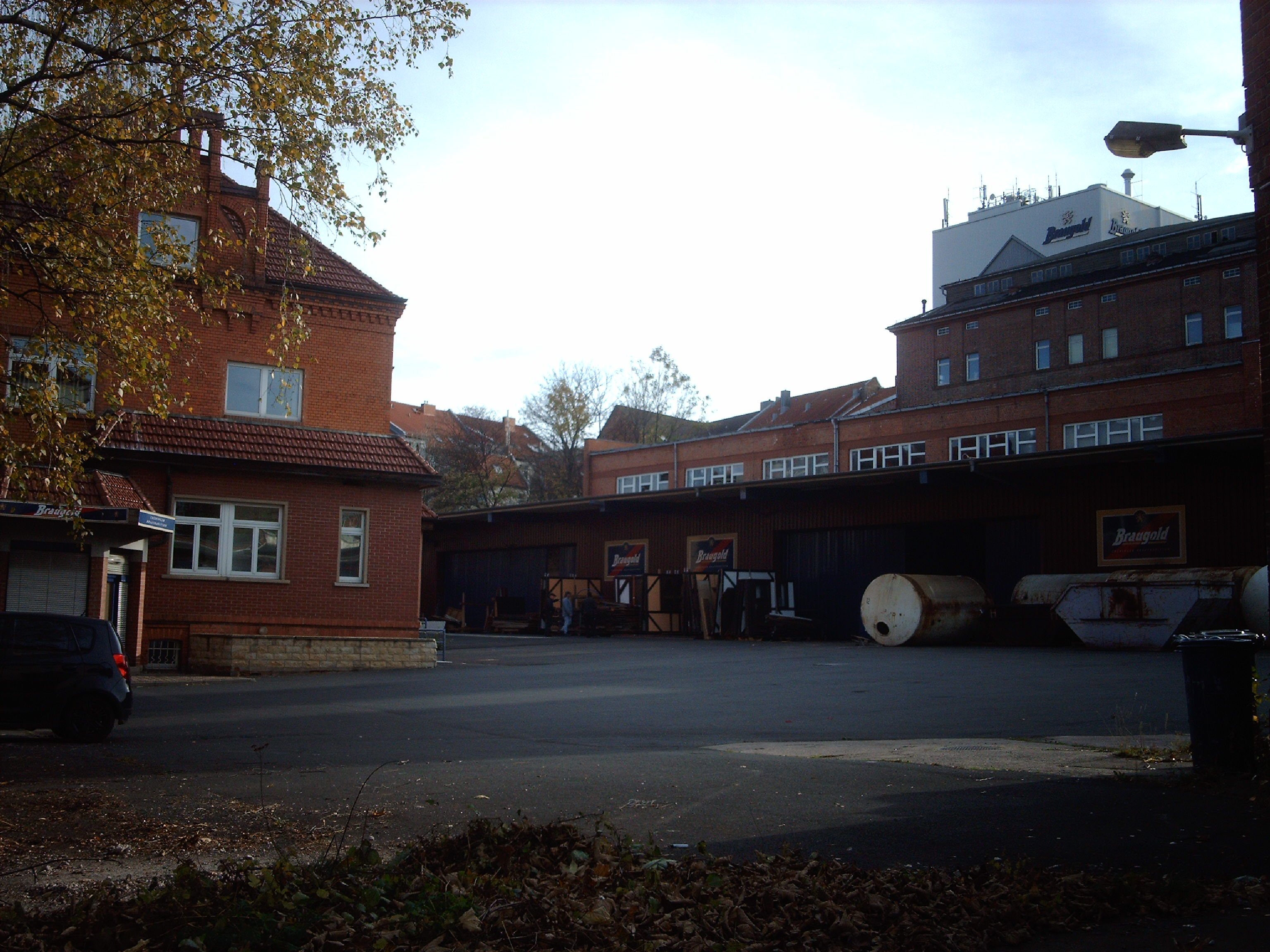
Brauereigelände (2006)

Die Geschichte der Braugold-Brauerei geht auf zwei Brauereien zurück, die sich im 19. Jahrhundert gebildet hatten. Zum einen wurden in den Jahren 1822 und 1827 durch Volkmar Döppleb zwei Biereigenhöfe an der im Stadtzentrum gelegenen Straße Große Arche gekauft. Dies waren Bürgerhäuser, die auf Grund landwirtschaftlichen Besitzes Braurecht, die Biereige, besaßen. Die damit entstandene Brauerei ging später an eine Familie Baumann über, die 1848 auch die Brauerei Schedel kaufte. Die zweite Linie wurde durch Christian Büchner 1823 durch den Kauf der Braustätte Zur Lauenburg begründet. Unter seiner Leitung zog die Brauerei 1888 an den neuen Standort in der Löbervorstadt in der Nähe des Erfurter Stadtparks.
Auch die Brauerei Baumann verlegte ihren Standort in die Nähe des Stadtparkes. Bereits 1904 erfolgte der Zusammenschluss mit der von Carl Adolf Riebeck gegründeten Leipziger Riebeck Brauerei AG. 1920 kaufte die Brauerei Riebeck die Brauerei Büchner AG und schloss damit beide Linien zusammen. 1921 wurden in der nunmehrigen Großbrauerei 100.000 Hektoliter Bier produziert.
Nach dem Ende des Zweiten Weltkriegs wurde 1948 die Brauerei in Volkseigentum überführt. Mit dem Eintrag des Markenzeichens Braugold erhielt die Brauerei 1956 ihren heutigen Namen. Im Jahr 1967 begann die Produktion des später meistverkauften Bieres Braugold Pilsner Spezial. 1969 wurde durch den Zusammenschluss von neun Brauereien des Bezirkes Erfurt der VEB Getränkekombinat Erfurt gebildet. Die Brauerei Braugold wurde Stammbetrieb und Sitz der Leitung des Kombinats.
Nach der Wende und dem damit verbundenen Ende des Getränkekombinats wurde die Brauerei Braugold 1990 zunächst von der Licher Privatbrauerei übernommen. Im Jahr 1996 folgte schließlich die Übernahme durch die Nachfolger des früheren Eigentümers, der Riebeck-Gruppe, zu der zu diesem Zeitpunkt auch die Brauerei in Eisenach sowie die Wernesgrüner Brauerei gehörten. 2005 wurden hier 160.000 Hektoliter Bier produziert. Zum Jahresanfang 2007 übernahmen die Eschweger Klosterbrauerei und die Getränkegruppe Waldhoff die Braugold-Brauerei.
Im Herbst 2010 wurde die Produktion im Erfurter Betrieb eingestellt, da das heruntergewirtschaftete Brauereigebäude eine kostendeckende Produktion nicht mehr zuließ. Der eigentliche Brauvorgang und die Abfüllung erfolgt seitdem in anderen Brauereien.
Im Jahr 2013 wurden die Anlagen und nicht denkmalgeschützten Gebäude abgebrochen. Zum geplanten Bau von 252 Wohnungen kam es durch die Insolvenz der CG Gruppe nicht. Das Gelände liegt brach.
2018 kaufte der Geschäftsführer des Einsiedler Brauhauses aus Chemnitz die Markenrechte von Braugold. Biere der Marke Braugold werden seitdem vom Einsiedler Brauhaus in Chemnitz produziert.